# Wädenswil
Wädenswil je město v okrese Horgen v kantonu Curych ve Švýcarsku. Žije zde přibližně 22 tisíc obyvatel.
Po připojení obcí Schönenberg a Hütten k 1. lednu 2019 se město Wädenswil rozrostlo o 17,39 km² na 35,64 km² a stalo se tak třetí největší obcí kantonu Curych z hlediska rozlohy.

## Geografie

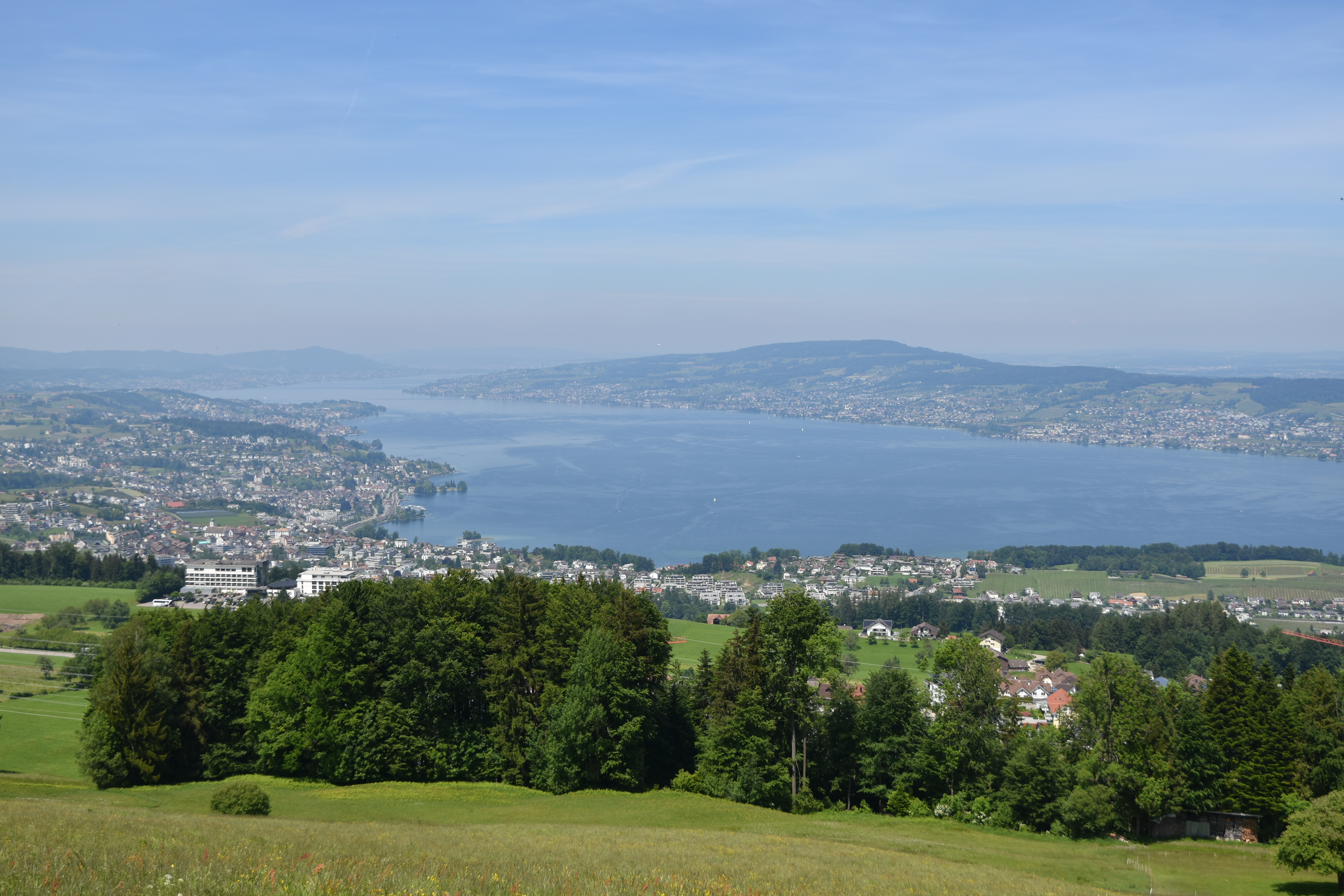
Oblast Curyšského jezera, Wädenswil v pozadí

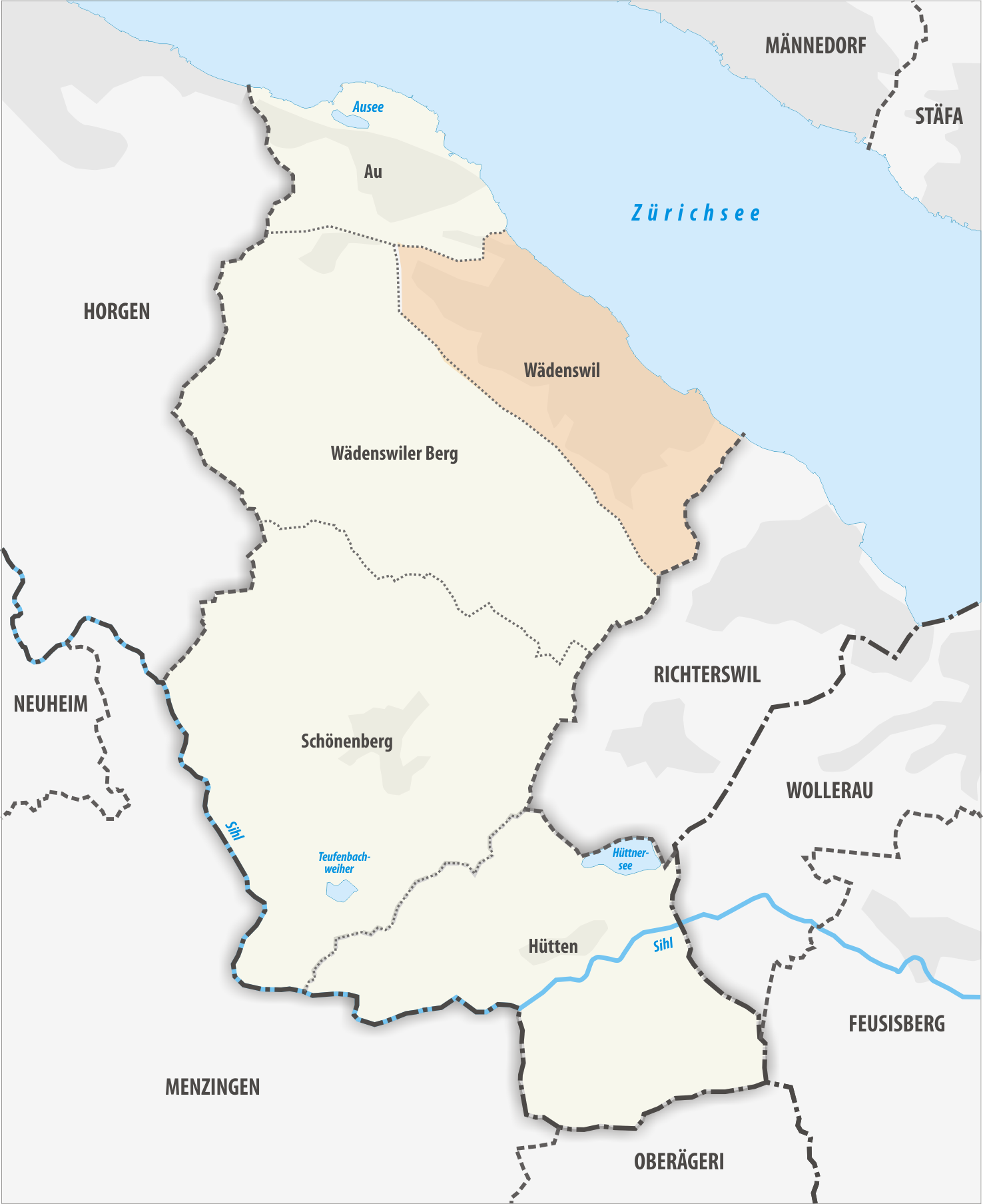
Místní části Wädenswilu

Město leží na levém horním břehu Curyšského jezera. Táhne se od Zimmerbergu přes řeku Sihl do podhůří Švýcarských Alp k masivu Höhronen (1229 m n. m.). Kromě Curyšského jezera se v obci nacházejí jezera Hüttnersee a Ausee a několik rybníků, například Reidbachweiher, Sennweidweiher, Bachgadenweiher, Teufenbachweiher a Schönenbergerweiher, a menší rokle s vodopády, například Gulmentobel a Reidbachtobel s vodopádem Giessbach. Curyšské jezero s jezerní stezkou, poloostrov Au a okolní krajina, zejména nové oblasti Schönenberg a Hütten, jsou oblíbenými místy pro trávení volného času. V obci Wädenswil je 60,9 % území využíváno zemědělsky, 15,3 % pokrývají lesy, 5,5 % tvoří dopravní plochy a 14,7 % plochy osídlení, 1,3 % tvoří vodní plochy a 2,3 % jsou neproduktivní plochy (stav k roku 2018).

### Místní části
- Wädenswil patří k obci Wädenswil a táhne se od jezera až k dálnici.
- Wädenswiler Berg patří rovněž k obci Wädenswil a táhne se těsně pod dálnicí až k hranici bývalé obce Schönenberg.
- Au je nejsevernější částí města a samostatnou místní částí.
- Schönenberg odpovídá území bývalé obce Schönenberg ZH, která byla 1. ledna 2019 začleněna do města Wädenswil.
- Hütten odpovídá území bývalé obce Hütten, která byla 1. ledna 2019 začleněna do města Wädenswil.

### Sousední obce
Sousedními obcemi města Wädenswil jsou:
- Horgen a Richterswil v kantonu Curych
- Menzingen a Oberägeri v kantonu Zug
- Feusisberg a Wollerau v kantonu Schwyz

V masivu Höhronen se nachází kantonální trojmezí (kantony Schwyz, Zug a Curych).

## Historie

### Starověk a středověk

Letecký pohled (1919)

Archeologické nálezy z období neolitu dokládají rané osídlení poloostrova Au. Další nálezy z doby bronzové a doby římské (1. století) ukazují, že oblast bývalého Wädenswilu byla osídlena již před více než 5 000 lety.
První zmínka o baronech z Wädenswilu („Wadinswilere“) pochází z nadačního listu kláštera Fahr z roku 1130, jehož pravost není zcela jistá. Baroni si ve 13. století postavili své sídlo, hrad Alt-Wädenswil. V roce 1287 prodal poslední baron Rudolf III. panství Wädenswil (dnešní obce Wädenswil, Richterswil a Uetikon am See) pro nedostatek potomků klášteru johanitů v Bubikonu. V roce 1330 se Wädenswil stal samostatným johanitským komendátem. Přestože komenda Wädenswil uzavřela v roce 1342 s městem Curychem mírovou listinu, zůstala ve staré curyšské válce neutrální a zprostředkovala jednání mezi oběma stranami. V roce 1529 konvertovaly obce Wädenswil a Richterswil k reformaci.

### Počátek novověku

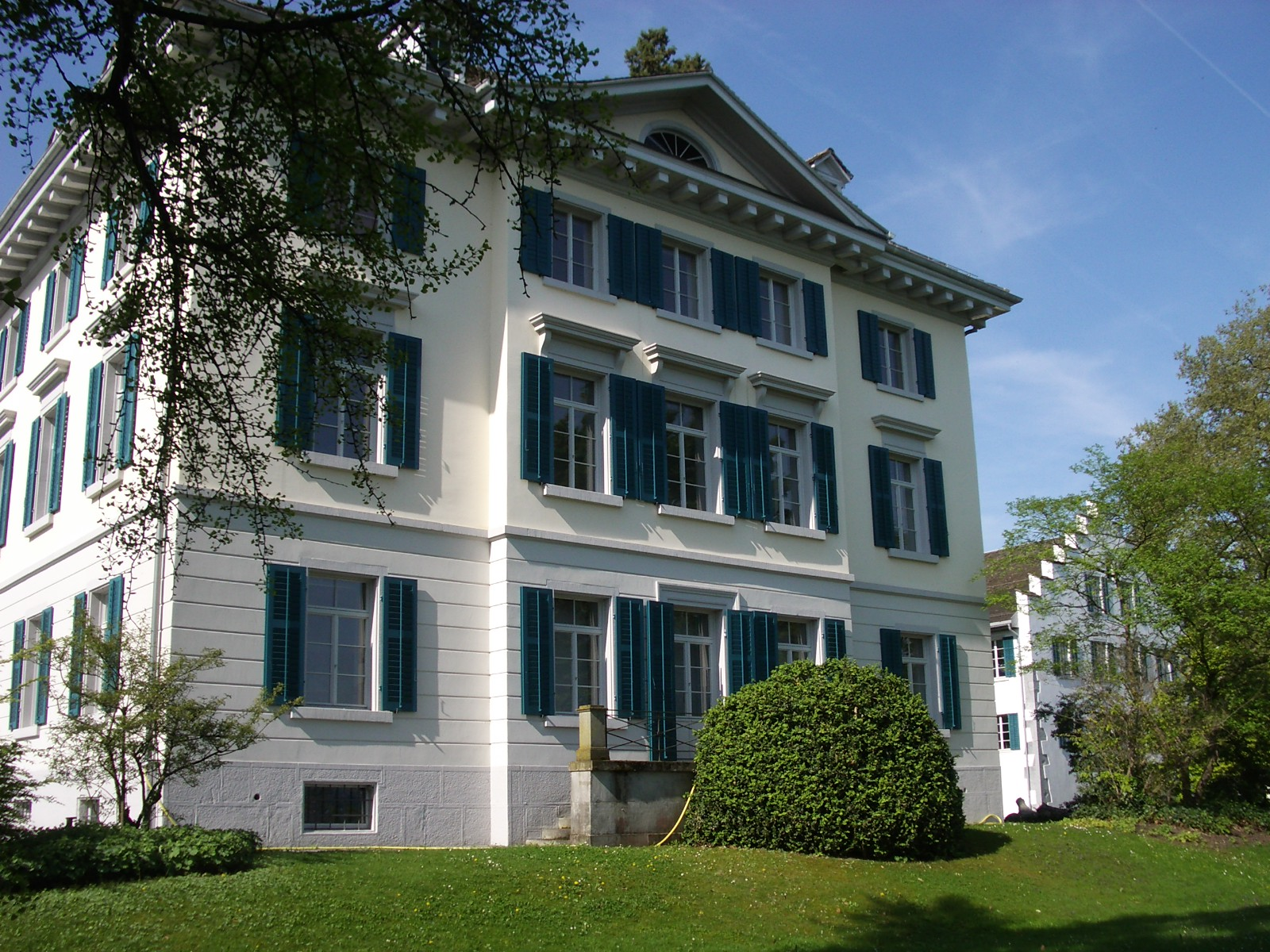
Zámek Wädenswil ze 16. století

Kvůli finančním potížím a konfliktům s reformovanými poddanými prodal řád svatého Jana v roce 1549 panství Wädenswil se všemi právy městu Curych, které bylo členem Švýcarské konfederace. Wädenswil se stal hlavním městem wädenswilského markrabství. V letech 1550 až 1555 byl pro hofmistra postaven hrad Wädenswil. V roce 1557 musel být hrad na základě rozhodnutí sněmu zbořen, protože Schwyz se cítil ohrožen rozšířeným městským státem Curych.
Nepokoje na curyšském venkově v letech 1645 a 1646 vyvrcholily povstáním ve Wädenswilu. Curyšským se podařilo tyto nepokoje potlačit s pomocí poddaných loajálních vrchnosti, zejména poddaných hrabství Kyburgů pod vedením hofmistra Johanna Heinricha Wasera, což mělo za následek, že curyšští poddaní zachovali klid během selské války v roce 1653.
Po zhroucení curyšské nadvlády v roce 1798 musel Wädenswil opustit poslední hofmistr David von Orelli. Během helvétského období byla obec Wädenswil součástí okresu Horgen. Po skončení helvétského období si sebevědomé venkovské obyvatelstvo, zejména u Curyšského jezera, chtělo svá nově nabytá práva udržet. V roce 1804 došlo k ozbrojenému povstání proti šlechtě z Curychu, tzv. bockenkriegu. Zámek Wädenswil byl vypálen a konfederační vojska povstání potlačila.

### 19. a 20. století
V období restaurace v letech 1814–1830 byl Wädenswil hlavním městem stejnojmenného okresu v kantonu Curych. Správním centrem byl zámek, který byl v roce 1816 přestavěn.
V posledních třech desetiletích 19. století zažil Wädenswil silný vzestup v rámci industrializace a již tehdy se stal třetí největší obcí kantonu Curych. V souladu s tím byla rozšířena infrastruktura: 1872 o vodovod, 1873 o plynárnu, 1875 o napojení na železniční trať společnosti Schweizerische Nordostbahn (NOB) Curych–Näfels, 1882 o telefonní síť a v roce 1895 byla zprovozněna elektrárna. V těchto letech byla také postavena nemocnice, jesle a první domov důchodců. Kolem roku 1900 se rozběhlo také dělnické hnutí. V prvních letech 20. století vznikly celé nové čtvrti, bylo postaveno několik školních budov a založen nový hřbitov. V roce 1903 byl Wädensweil (jak se obec do té doby jmenovala) přejmenován na Wädenswil.
Různé instituce 20. století mají svůj původ v mecenášské činnosti průmyslníků. Například v roce 1911 založili továrníci Konsorcium Au, které získalo kopec poloostrova Au, aby zabránilo zastavění této cenné oblasti.

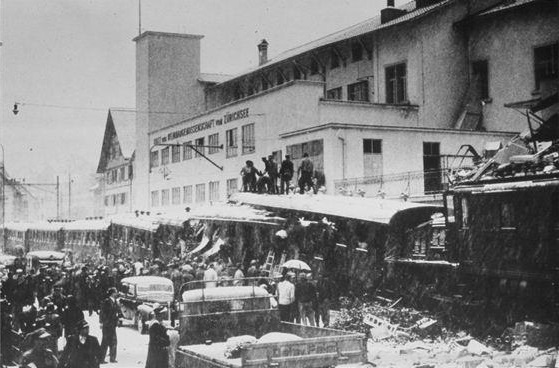
Železniční nehoda ve Wädenswilu

Jedno z nejhorších železničních neštěstí ve Švýcarsku si 22. února 1948 vyžádalo u vjezdu do stanice Wädenswil životy 22 lidí. Vlak vezoucí lyžaře ze Sattelu projel v rychlosti 60 km/h kvůli chybě strojvedoucího zarážedlem a narazil do provozní a administrativní budovy ovocnářského a vinařského družstva.
V 60. a 70. letech 20. století zažil Wädenswil další silný rozvoj. Byly postaveny četné nové bytové domy, zejména ve čtvrti Au. Tento vzestup vedl k přestavbě centra města podél hlavní dopravní osy Zugerstrasse, ale také k protestům mladých lidí na počátku 80. let. V roce 1974 se voliči ve Wädenswilu rozhodli pro zavedení parlamentu, který by nahradil obecní zastupitelstvo. Z obecního zastupitelstva se stala městská rada a z obecního úřadu radnice.
Dne 21. května 2017 většina voličů města Wädenswil (69 %) a dvou horských obcí Schönenberg (55 %) a Hütten (80 %) schválila sloučení do nové politické obce Wädenswil k 1. lednu 2018. kvůli odvolání proti sloučení bylo sloučení dokončeno o rok později.

## Obyvatelstvo
| Rok            | 1634 | 1836 | 1850 | 1900 | 1950   | 2000   | 2010   | 2019   |
| Počet obyvatel | 1480 | 5094 | 5841 | 7585 | 10 155 | 19 464 | 20 433 | 24 601 |

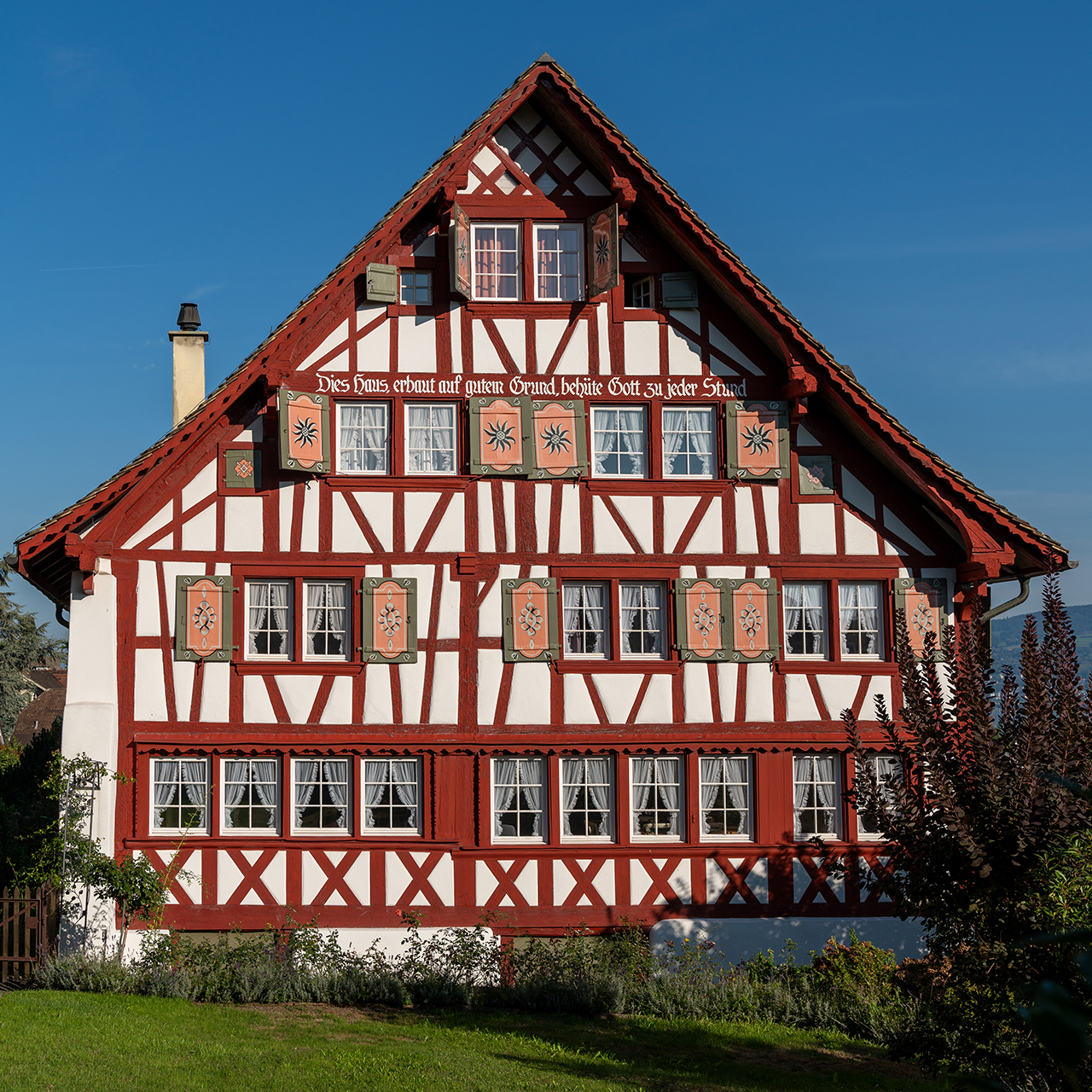
Tradiční architektura starého města

V roce 2017 žilo v obci 21,6 % cizích státních příslušníků. V roce 2022 se 28,78 % obyvatel hlásilo k evangelické reformované církvi, 25,20 % k římskokatolické církvi a 46,02 % k jinému vyznání nebo bez vyznání.

## Doprava
Wädenswil má železniční spojení s Curychem po železniční trati Curych–Chur; stanice Wädenswil je v pravidelném intervalu obsluhována osobními vlaky systému curyšské S-Bahn. Kromě toho má také sezónní lodní spojení s obcemi na březích jezera. Na dálniční síť je Wädenswil napojen dálnicí A3 (Curych–Chur), která prochází v těsné blízkosti města.

## Osobnosti
- Alain Nef (* 1982), fotbalista